# Gentiana hsinganica
Gentiana hsinganica är en gentianaväxtart som beskrevs av J.H.Yu. Gentiana hsinganica ingår i släktet gentianor, och familjen gentianaväxter. Inga underarter finns listade i Catalogue of Life.